# Круті Горки
Круті́ Го́рки (рос. Крутые Горки) — селище у складі Соль-Ілецького міського округу Оренбурзької області, Росія.

## Населення
Населення — 25 осіб (2010; 22 у 2002).
Національний склад (станом на 2002 рік):
- казахи — 100 %